# Tranquility Base Hotel & Casino
Tranquility Base Hotel & Casino (стилізований під Tranquility Base Hotel + Casino) — шостий студійний альбом англійського гурту Arctic Monkeys, представлений 11 травня 2018 року лейблом Domino Records. Альбом був написаний фронтменом Алексом Тернером у 2016 році на піаніно Steinway Vertegrand у його будинку в Лос-Анджелесі. Спродюсований у Лос-Анджелесі, Парижі та Лондоні постійним співавтором Arctic Monkeys Джеймсом Фордом і Тернером, а також широким колом запрошених музикантів, включаючи Тома Роулі, Лорен Хамфрі, Джеймса Райтона, Зака Доуса, Тайлера Паркфорда і Кема Ейвері. Тернер сам розробив обкладинку альбому, на якій зображено однойменний курорт з картонними вирізами та магнітофон. Назва альбому відсилає до Бази Спокою, місця висадки корабля Аполлон-11 1969 року.
Tranquility Base Hotel & Casino є значним відступом від попередніх важких гітарних робіт гурту і вважається менш доступним, ніж його міжнародно успішний попередник AM (2013). Він відрізняється багатим звучанням, що втілює психоделічний поп, лаунж, спейс-поп і глем-рок, а також елементи джазу. Також він спирається на вплив соулу, прогресивного року, фанку, французького попу та саундтреків 1960-х років. Інструментарій включає старовинні синтезатори та клавішні, в тому числі органи, фортепіано, клавесини та дольчеолу, а також оркестрон, Farfisa та RMI Rocksichord. На багатьох треках використовується баритон-гітара та гавайська гітара на додаток до електричних та акустичних гітар, які зазвичай використовує гурт, а також різноманітні ударні інструменти, включаючи литаври та вібрафони. Ліричний зміст гурту значною мірою запозичений з наукової фантастики та кіно, досліджуючи споживацтво, політику, релігію та технології через концепцію розкішного курорту на Місяці, розказаного з точки зору різних персонажів, таких як співак з гурту «Star Treatment» або адміністратор готелю на ім'я «Марк», чиє ім'я безпосередньо згадується в пісні «Tranquility Base Hotel & Casino» і багато інших разів у текстах та візуальному оформленні альбому.
Незважаючи на своє стилістичне відхилення, що поляризувало слухачів, Tranquility Base Hotel & Casino отримав загалом позитивні відгуки і був названий найкращим альбомом 2018 року за версією журналу Q. Він був номінований на Mercury Prize 2018 року та «Греммі» як «Найкращий альтернативний альбом». Сингл «Four Out of Five» був номінований на «Найкраще рок виконання». Він став шостим поспіль альбомом гурту на першому місці у Великій Британії, найшвидше продаваною вініловою платівкою в країні за останні 25 років і третім альбомом гурту в топ-10 у США. Він також очолив чарти Австралії, Бельгії, Нідерландів, Франції, Греції, Португалії, Шотландії та Швейцарії. Після виходу альбому були випущені сингли «Four Out of Five» і «Tranquility Base Hotel & Casino»; гурт взяв участь у численних виступах на телебаченні та відправився у тур на підтримку цього альбому.

## Список пісень
| #     | Назва                                             | Тривалість |
| ----- | ------------------------------------------------- | ---------- |
| 1.    | «Star Treatment»                                  | 5:54       |
| 2.    | «One Point Perspective»                           | 3:28       |
| 3.    | «American Sports»                                 | 2:38       |
| 4.    | «Tranquility Base Hotel & Casino»                 | 3:32       |
| 5.    | «Golden Trunks»                                   | 2:53       |
| 6.    | «Four Out of Five»                                | 5:12       |
| 7.    | «The World’s First Ever Monster Truck Front Flip» | 3:00       |
| 8.    | «Science Fiction»                                 | 3:05       |
| 9.    | «She Looks Like Fun»                              | 3:02       |
| 10.   | «Batphone»                                        | 4:31       |
| 11.   | «The Ultracheese»                                 | 3:37       |
| 40:52 |                                                   |            |

## Учасники запису
Arctic Monkeys
- Алекс Тернер — вокал (всі треки), бек-вокал (1-10), орган (1-7, 9, 10), фортепіано (1, 2, 4-7, 9, 10), гітара (1, 2, 5-7, 9, 10), бас-гітара (4-10), оркестрон (1, 2, 4), синтезатор (7, 10), баритон-гітара (1), дольчеола (1), клавесин (4), акустична гітара (6), ударні (10)
- Джеймі Кук — гітара (1, 2, 4-9, 11), гавайська гітара (1, 3), акустична гітара (5), баритон-гітара (10)
- Нік О'Меллі — бас-гітара (1-3, 9, 11), бек-вокал (1, 2), гітара (7), баритон-гітара (8)
- Метт Гелдерс — барабани (1-3, 6, 7, 9, 11), литаври (1), бек-вокал (1), синтезатори (8), Farfisa (8)

## Чарти
| Чарт (2018)                                          | Найвища позиція |
| ---------------------------------------------------- | --------------- |
| Австралія Australian Albums (ARIA)                   | 1               |
| Австрія Austrian Albums (Ö3 Austria)                 | 3               |
| Бельгія Belgian Albums (Ultratop Flanders)           | 1               |
| Бельгія Belgian Albums (Ultratop Wallonia)           | 1               |
| Канада Canadian Albums (Billboard)                   | 4               |
| Чехія Czech Albums (ČNS IFPI)                        | 3               |
| Danish Albums (Hitlisten)                            | 2               |
| Нідерланди Dutch Albums (MegaCharts)                 | 1               |
| Фінляндія Finnish Albums (Suomen virallinen lista)   | 5               |
| Франція French Albums (SNEP)                         | 2               |
| Німеччина German Albums (Offizielle Top 100)         | 4               |
| Greek Albums (IFPI)                                  | 1               |
| Угорщина Hungarian Albums (MAHASZ)                   | 19              |
| Ірландія Irish Albums (IRMA)                         | 2               |
| Італія Italian Albums (FIMI)                         | 3               |
| Japan Hot Albums (Billboard Japan)                   | 19              |
| Японія Japanese Albums (Oricon)                      | 9               |
| Mexican Albums (AMPROFON)                            | 4               |
| Нова Зеландія New Zealand Albums (Recorded Music NZ) | 2               |
| Норвегія Norwegian Albums (VG-lista)                 | 2               |
| Польща Polish Albums (ZPAV)                          | 9               |
| Португалія Portuguese Albums (AFP)                   | 1               |
| Шотландія Scottish Albums (OCC)                      | 1               |
| Іспанія Spanish Albums (PROMUSICAE)                  | 1               |
| Швеція Swedish Albums (Sverigetopplistan)            | 8               |
| Швейцарія Swiss Albums (Schweizer Hitparade)         | 1               |
| Велика Британія UK Albums (OCC)                      | 1               |
| Велика Британія UK Independent Albums (OCC)          | 1               |
| US Billboard 200                                     | 8               |
| США Top Rock Albums (Billboard)                      | 1               |

| Чарт (2018)                        | Позиція |
| ---------------------------------- | ------- |
| Australian Albums (ARIA)           | 85      |
| Belgian Albums (Ultratop Flanders) | 10      |
| Belgian Albums (Ultratop Wallonia) | 93      |
| Dutch Albums (MegaCharts)          | 84      |
| French Albums (SNEP)               | 173     |
| Mexican Albums (AMPROFON)          | 74      |
| Portuguese Albums (AFP)            | 22      |
| Spanish Albums (PROMUSICAE)        | 63      |
| UK Albums (OCC)                    | 18      |
| US Top Rock Albums (Billboard)     | 76      |

| Чарт (2010—2019)      | Позиція |
| --------------------- | ------- |
| UK Vinyl Albums (OCC) | 31      |